# Montréal-Ouest (district électoral)
Pour les articles homonymes, voir Montréal (homonymie).
Montréal-Ouest est un ancien district électoral québécois ayant existé  de 1867 à 1890.

## Historique
Suivi de : Montréal no 4 et Montréal no 5

## Liste des députés
|  | 1867 - 1871 | Alexander Walker Ogilvie | Conservateur |
|  | 1871 - 1873 | Francis Cassidy          | Conservateur |
|  | 1873 - 1875 | John Wait McGauvran      | Conservateur |
|  | 1875 - 1878 | John Wait McGauvran      | Conservateur |
|  | 1878 - 1881 | James McShane            | Libéral      |
|  | 1881 - 1886 | James McShane            | Libéral      |
|  | 1886 - 1890 | John Smythe Hall         | Conservateur |

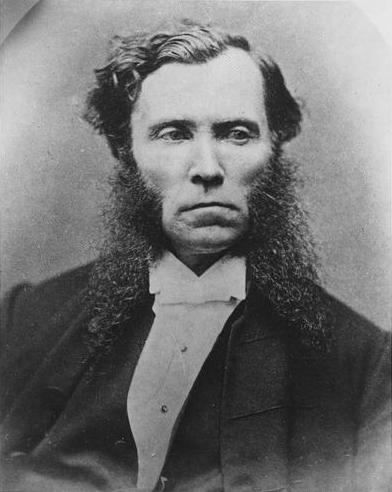
Francis Cassidy, Maire de Montréal en 1873

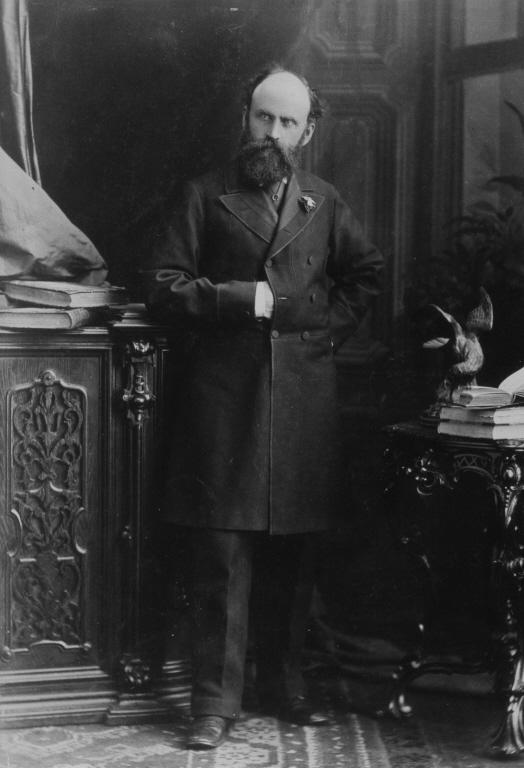
James McShane, Maire de Montréal de 1891-1893

Légende: Les années en italiques indiquent les élections partielles.